# Rose Bowes-Lyon, contessa Granville
Rose Costance Bowes-Lyon (6 maggio 1890 – 17 novembre 1967) è stata una nobildonna scozzese, zia materna di Elisabetta II del Regno Unito.

## Biografia

### Nascita
Era la figlia di Claude Bowes-Lyon, XIV conte di Strathmore e Kinghorne, e di sua moglie, Cecilia Cavendish-Bentinck.

### Vita famigliare
Sposò, il 24 maggio 1916, il vice ammiraglio William Leveson-Gower, IV conte Granville. Fu la madrina della nipote Margaret, contessa di Snowdon.

### Morte
Morì il 17 novembre 1967, all'età di 77 anni.

## Discendenza
Rose Bowes-Lyon e William Leveson-Gower ebbero una figlia e un figlio:
- Lady Maria Cecilia Leveson-Gower (12 dicembre 1917-2014), sposò Samuel Clayton, ebbero due figli;
- James Leveson-Gower, V conte Granville (6 dicembre 1918-31 ottobre 1996).

## Titoli e trattamento
- 6 maggio 1890 - 16 febbraio 1904: Onorevole Rose Bowes-Lyon[1]
- 16 febbraio 1904 - 24 maggio 1916: Lady Rose Bowes-Lyon[1]
- 24 maggio 1916 - 21 luglio 1939: Lady Rose Leveson-Gower[1]
- 21 luglio 1939 - 25 giugno 1953: The Right Honourable, la contessa Granville[1]
- 25 giugno 1953 - 17 novembre 1967: The Right Honourable, la contessa vedova Granville[1]

## Ascendenza
|                                 |                                 |                                       | Genitori                                |  |  | Nonni |  |  | Bisnonni                              |  |  | Trisnonni              |  |
|                                 |                                 |                                       |                                         |  |  |       |  |  | Thomas George Lyon-Bowes, Lord Glamis |  |  | Lord Thomas Bowes-Lyon |  |
|                                 |                                 |                                       |                                         |  |  |       |  |  | Thomas George Lyon-Bowes, Lord Glamis |  |  | Lord Thomas Bowes-Lyon |  |
|                                 |                                 | Mary Elizabeth Louisa Carpenter       |                                         |  |  |       |  |  | Thomas George Lyon-Bowes, Lord Glamis |  |  |                        |  |
| Lord Claude Bowes-Lyon          |                                 |                                       |                                         |  |  |       |  |  | Thomas George Lyon-Bowes, Lord Glamis |  |  |                        |  |
|                                 |                                 | Charlotte Grimstead                   | Joseph Valentine Grimstead              |  |  |       |  |  |                                       |  |  |                        |  |
|                                 |                                 | Charlotte Grimstead                   | Joseph Valentine Grimstead              |  |  |       |  |  |                                       |  |  |                        |  |
|                                 |                                 | Charlotte Grimstead                   | Charlotte Jane Sarah Walsh              |  |  |       |  |  |                                       |  |  |                        |  |
| Lord Claude Bowes-Lyon          |                                 | Charlotte Grimstead                   |                                         |  |  |       |  |  |                                       |  |  |                        |  |
|                                 |                                 | Oswald Smith                          | George Smith                            |  |  |       |  |  |                                       |  |  |                        |  |
|                                 |                                 | Oswald Smith                          | George Smith                            |  |  |       |  |  |                                       |  |  |                        |  |
|                                 |                                 | Oswald Smith                          | Frances Mary Mosley                     |  |  |       |  |  |                                       |  |  |                        |  |
| Frances Dora Smith              |                                 | Oswald Smith                          |                                         |  |  |       |  |  |                                       |  |  |                        |  |
|                                 |                                 | Henrietta Mildred Hodgson             | Rev. Robert Hodgson                     |  |  |       |  |  |                                       |  |  |                        |  |
|                                 |                                 | Henrietta Mildred Hodgson             | Rev. Robert Hodgson                     |  |  |       |  |  |                                       |  |  |                        |  |
|                                 |                                 | Henrietta Mildred Hodgson             | Mary Tucker                             |  |  |       |  |  |                                       |  |  |                        |  |
| Rose Bowes-Lyon                 |                                 | Henrietta Mildred Hodgson             |                                         |  |  |       |  |  |                                       |  |  |                        |  |
|                                 | Lord Charles Cavendish-Bentinck | Lord William Henry Cavendish-Bentinck |                                         |  |  |       |  |  |                                       |  |  |                        |  |
|                                 | Lord Charles Cavendish-Bentinck | Lord William Henry Cavendish-Bentinck |                                         |  |  |       |  |  |                                       |  |  |                        |  |
|                                 | Lord Charles Cavendish-Bentinck | Dorothy Cavendish                     |                                         |  |  |       |  |  |                                       |  |  |                        |  |
| Rev. Charles Cavendish-Bentinck | Lord Charles Cavendish-Bentinck |                                       |                                         |  |  |       |  |  |                                       |  |  |                        |  |
|                                 |                                 | Lady Anne Wellesly                    | Richard Wellesley, I marchese Wellesley |  |  |       |  |  |                                       |  |  |                        |  |
|                                 |                                 | Lady Anne Wellesly                    | Richard Wellesley, I marchese Wellesley |  |  |       |  |  |                                       |  |  |                        |  |
|                                 |                                 | Lady Anne Wellesly                    | Hyacinthe-Gabrielle Roland              |  |  |       |  |  |                                       |  |  |                        |  |
| Lady Cecilia Cavendish-Bentinck |                                 | Lady Anne Wellesly                    |                                         |  |  |       |  |  |                                       |  |  |                        |  |
|                                 |                                 | Edwyn Burnaby                         | Edwyn Andrew Burnaby                    |  |  |       |  |  |                                       |  |  |                        |  |
|                                 |                                 | Edwyn Burnaby                         | Edwyn Andrew Burnaby                    |  |  |       |  |  |                                       |  |  |                        |  |
|                                 |                                 | Edwyn Burnaby                         | Mary Browne                             |  |  |       |  |  |                                       |  |  |                        |  |
| Louisa Burnaby                  |                                 | Edwyn Burnaby                         |                                         |  |  |       |  |  |                                       |  |  |                        |  |
|                                 |                                 | Anne Caroline Salisbury               | Thomas Salisbury                        |  |  |       |  |  |                                       |  |  |                        |  |
|                                 |                                 | Anne Caroline Salisbury               | Thomas Salisbury                        |  |  |       |  |  |                                       |  |  |                        |  |
|                                 |                                 | Anne Caroline Salisbury               | Frances Webb                            |  |  |       |  |  |                                       |  |  |                        |  |
|                                 |                                 | Anne Caroline Salisbury               |                                         |  |  |       |  |  |                                       |  |  |                        |  |